# Zweden op het Eurovisiesongfestival 2009

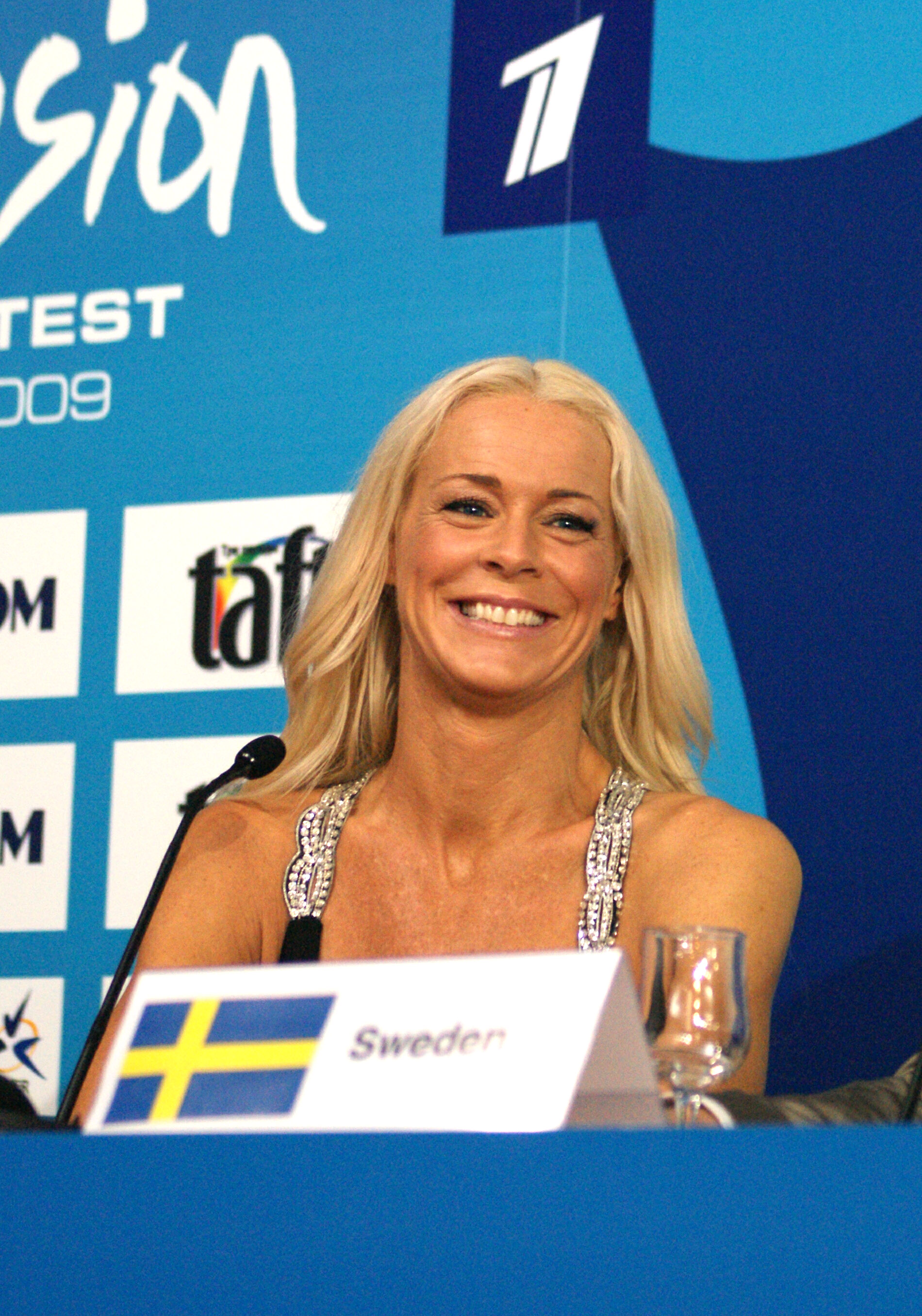
Malena Ernman tijdens een persmoment in Moskou

Zweden nam deel aan het Eurovisiesongfestival 2009 in Moskou, Rusland. Het was de 49ste deelname van het land op het Eurovisiesongfestival. De selectie verliep via het jaarlijkse Melodifestivalen, waarvan de finale plaatsvond op 14 maart 2009. SVT was verantwoordelijk voor de Zweedse bijdrage voor de editie van 2009.

## Selectieprocedure
Melodifestivalen 2009 werd gehouden in de maanden februari en maart. De halve finales werden gehouden in Örnsköldsvik (7 februari), Sandivken (14 februari), Göteborg (21 februari) en Malmö (28 februari). Örebro was gaststad voor de tweedekansronde, op 7 maart. De finale werd gehouden in Stockholm. Zo was de Globen Arena voor het achtste jaar op rij plaats van afspraak voor de finale van Melodifestivalen. Winnares was de opera zangeres Malena Ernman met het nummer La voix.

### Finale
De finale werd gehouden op 14 maart 2009 in de Globen in Stockholm. Er deden 11 artiesten mee. De winnaar werd gekozen via televoting en jury. Malena Ernman kwam als winnares van melodifestivalen uit de bus. De operazangeres mocht dus voor Zweden aantreden op het festival. Dat deed ze met ‘la voix’, een tweetalig nummer. Naast het Engels kwamen er immers ook Franse teksten aan te pas. ‘La voix’ was een popliedje met een operarefrein. Het lied werd gecomponeerd door Ernman zelf en door Fredrik Kempe. Opvallend was dat Ernman bij de televoting op de eerste plek kwam terwijl de jury's haar op een achtste plek hadden gezet.
| Artiest            | Lied                 | Stemmen | Stemmen    | Stemmen | Plaats |
| Artiest            | Lied                 | Jury    | Televoting | Totaal  | Plaats |
| ------------------ | -------------------- | ------- | ---------- | ------- | ------ |
| Malena Ernman      | "La voix"            | 38      | 144        | 182     | 1      |
| Caroline af Ugglas | "Snälla snälla"      | 51      | 120        | 171     | 2      |
| E.M.D.             | "Baby Goodbye"       | 49      | 96         | 145     | 3      |
| Måns Zelmerlöw     | "Hope & Glory"       | 96      | 48         | 144     | 4      |
| Alcazar            | "Stay the Night"     | 67      | 72         | 139     | 5      |
| Sarah Dawn Finer   | "Moving On"          | 75      | 12         | 87      | 6      |
| H.E.A.T.           | "1000 Miles"         | 58      | 24         | 82      | 7      |
| Agnes              | "Love Love Love"     | 40      | —          | 40      | 8      |
| Emilia             | "You're My World"    | 28      | —          | 28      | 9      |
| Sofia              | "Alla"               | 12      | —          | 12      | 10     |
| Molly Sandén       | "Så vill stjärnorna" | 2       | —          | 2       | 11     |

## In Moskou
In de eerste halve finale moest men aantreden als 5de net na Wit-Rusland en voor Armenië.
Aan het einde van de avond was gebleken dat men naar de finale mocht, men was op een 4de plaats geëindigd met 102 punten.
België had 4 punten over voor deze inzending en Nederland zat in de andere halve finale.
In de finale moest Malena optreden als 4de net na Frankrijk en voor Kroatië.
Aan het einde van de puntentelling was gebleken dat Zweden 21ste was geworden met een totaal van 33 punten.
België en Nederland hadden geen punten over voor deze inzending.

### Gekregen punten

#### Halve Finale 1
| 12 punten | 10 punten                                                                       | 8 punten                     | 7 punten                                               | 6 punten   |
| --------- | ------------------------------------------------------------------------------- | ---------------------------- | ------------------------------------------------------ | ---------- |
|           | - Finland - IJsland                                                             | - Armenië - Malta - Portugal | - Andorra - Israël - Verenigd Koninkrijk - Wit-Rusland | - Tsjechië |
| 5 punten  | 4 punten                                                                        | 3 punten                     | 2 punten                                               | 1 punt     |
|           | - België - Bosnië en Herzegovina - Duitsland - Roemenië - Turkije - Zwitserland | - Noord-Macedonië            |                                                        |            |

#### Finale
| 12 punten | 10 punten                        | 8 punten  | 7 punten              | 6 punten  |
| --------- | -------------------------------- | --------- | --------------------- | --------- |
|           |                                  |           | - Finland             | - Estland |
| 5 punten  | 4 punten                         | 3 punten  | 2 punten              | 1 punt    |
|           | - Denemarken - Malta - Noorwegen | - IJsland | - Andorra - Frankrijk | - Albanië |

| Jury punten finale | Jury punten finale               | Jury punten finale  | Jury punten finale                                        | Jury punten finale |
| 12 punten          | 10 punten                        | 8 punten            | 7 punten                                                  | 6 punten           |
| ------------------ | -------------------------------- | ------------------- | --------------------------------------------------------- | ------------------ |
|                    |                                  |                     |                                                           |                    |
| 5 punten           | 4 punten                         | 3 punten            | 2 punten                                                  | 1 punt             |
|                    | - Ierland - Noorwegen - Tsjechië | - Estland - Turkije | - Bosnië en Herzegovina - Finland - Montenegro - Slovenië | - IJsland          |

| Televoting punten finale      | Televoting punten finale      | Televoting punten finale | Televoting punten finale | Televoting punten finale |
| 12 punten                     | 10 punten                     | 8 punten                 | 7 punten                 | 6 punten                 |
| ----------------------------- | ----------------------------- | ------------------------ | ------------------------ | ------------------------ |
|                               |                               | - Noorwegen              | - Denemarken - Finland   |                          |
| 5 punten                      | 4 punten                      | 3 punten                 | 2 punten                 | 1 punt                   |
| - Frankrijk - IJsland - Malta | - Albanië - Andorra - Estland | - Portugal - Rusland     | - Letland                | - Litouwen - Spanje      |

### Punten gegeven door Zweden

#### Halve Finale 1
Punten gegeven in de halve finale:
| 12 punten | IJsland               |
| 10 punten | Finland               |
| 8 punten  | Bosnië en Herzegovina |
| 7 punten  | Turkije               |
| 6 punten  | Israël                |
| 5 punten  | Armenië               |
| 4 punten  | Malta                 |
| 3 punten  | Portugal              |
| 2 punten  | Zwitserland           |
| 1 punt    | Wit-Rusland           |

#### Finale
Punten gegeven in de finale:
| 12 punten | Noorwegen             |
| 10 punten | IJsland               |
| 8 punten  | Azerbeidzjan          |
| 7 punten  | Estland               |
| 6 punten  | Turkije               |
| 5 punten  | Bosnië en Herzegovina |
| 4 punten  | Finland               |
| 3 punten  | Armenië               |
| 2 punten  | Griekenland           |
| 1 punt    | Albanië               |

| 12 punten | IJsland      |
| 10 punten | Noorwegen    |
| 8 punten  | Azerbeidzjan |
| 7 punten  | Estland      |
| 6 punten  | Griekenland  |
| 5 punten  | Armenië      |
| 4 punten  | Turkije      |
| 3 punten  | Albanië      |
| 2 punten  | Duitsland    |
| 1 punt    | Oekraïne     |

| 12 punten | Noorwegen             |
| 10 punten | IJsland               |
| 8 punten  | Bosnië en Herzegovina |
| 7 punten  | Finland               |
| 6 punten  | Azerbeidzjan          |
| 5 punten  | Turkije               |
| 4 punten  | Denemarken            |
| 3 punten  | Estland               |
| 2 punten  | Albanië               |
| 1 punt    | Armenië               |